# Muzeum Bombki Choinkowej w Nowej Dębie
Muzeum Bombki Choinkowej w Nowej Dębie – prywatne muzeum położone w Nowej Dębie. Placówka jest przedsięwzięciem Janusza Bilińskiego – właściciela przedsiębiorstwa Firma Biliński, produkującego ozdoby choinkowe.
Muzeum powstało w 2012 roku i jest owocem kilkunastoletniej pasji kolekcjonerskiej jego właściciela. Wystawa obejmuje kilka tysięcy eksponatów, umieszczonych na choinkach. Część choinek jest ubrana tematycznie, m.in. w stylu amerykańskim, francuskim, norweskim, witoriańskim czy nawiązującym do Halloween. Wśród eksponatów wyróżniają się wyroby na rynek duński: stylizowane na jaja Fabergé oraz wyprodukowane z okazji dwusetnej rocznicy urodzin Hansa Christiana Andersena. Znajdują się tu również ozdoby w kształcie budynków z terenu Podkarpacia (m.in. zamków w Krasiczynie i Łańcucie oraz kościoła w Komańczy) oraz bombki firmowe.

Integralną częścią zwiedzania muzeum jest prezentacja procesu powstawania i zdobienia bombek.
Muzeum jest obiektem całorocznym, wstęp jest bezpłatny.